# 633rd Air Base Wing

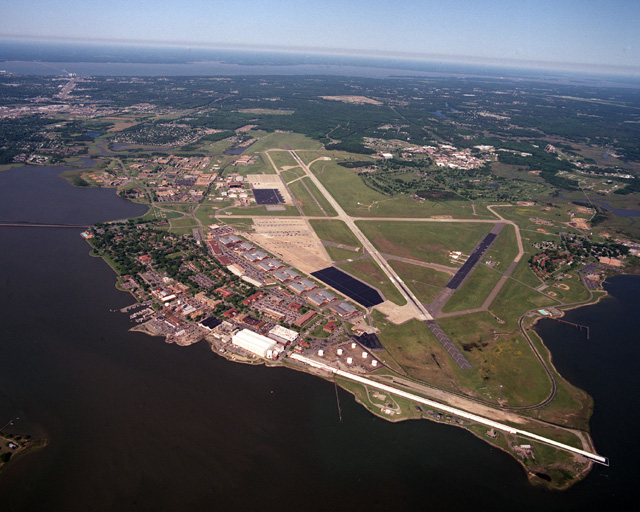
Veduta aerea della Base

Il 633rd Air Base Wing è uno stormo di Base Aerea dell'Air Combat Command, inquadrato nella Ninth Air Force. Il suo quartier generale è situato presso la Joint Base Langley-Eustis, in Virginia, della quale è l'unità ospitante.

## Organizzazione
Attualmente, al maggio 2017, lo stormo controlla:
- 633rd Air Base Wing Staff
- 633rd Air Base Wing Equal Opportunity Office
- 633rd Air Base Wing Sexual Assault Prevention and Response Program
- 633rd Medical Group
  - 633rd Medical Operations Squadron
  - 633rd Dental Squadron
  - 633rd Medical Support Squadron
  - 633rd Aerospace Medicine Squadron
- 633rd Mission Support Group
  - 633rd Civil Engineer Squadron
  - 633rd Communications Squadron
  - 633rd Contracting Squadron
  - 633rd Security Forces Squadron
  - 633rd Force Support Squadron
- 733rd Mission Support Group
  - 733rd Security Forces Squadron
  - 733rd Civil Engineer Division
  - 733rd Force Support Division
  - 733rd Logistics Readiness Squadron
  - 733rd Mission Services Division